# Noelia Villegas Rico
Noelia Villegas Rico (San Fernando, Cadis, 7 de gener de 1996) és una futbolista espanyola que juga com a defensa al València CF.
Villegas va començar la seua carrera a l'Atlètic de Madrid C. Posteriorment jugà al Deportivo de la Coruña, i l'estiu del 2022 va fitxar pel València CF.